# Ischyromene bicolor
Ischyromene bicolor är en kräftdjursart som först beskrevs av Barnard 1914.  Ischyromene bicolor ingår i släktet Ischyromene och familjen klotkräftor. Inga underarter finns listade i Catalogue of Life.